# Faselåst kredsløb
I elektronik er et faselåst kredsløb, en faselåst sløjfe eller PLL (eng. phase-locked loop) et elektronisk kredsløb som styrer en oscillator så den bibeholder en fast og som oftest en lille fasevinkel relativt til et referencesignal. Hvis der af den ene eller anden årsag opstår en faseforskel vil kredsløbet sørge for, at spændingen til oscillatoren ændres således at faseforskellen reduceres. Der er tale om et tilbagekoblet system hvor egenskaberne, herunder stabilitet, bestemmes af systemkomponenternes karakteristika.
En PLL består grundlæggende af tre systemkomponenter: En fasedetektor (til tider også kaldet en fasediskriminator), en kontrolforstærker (som regel kaldet et sløjfefilter) og en spændingsstyret oscillator (VCO, fra eng. Voltage Controlled Oscillator). Disse systemkomponenter kan realiseres som både analoge og digitale kredsløb, og mange implementeringer af faselåste kredsløb blander digitale og analoge løsninger. Der er i de fleste tilfælde endvidere indskudt en frekvensdeler fra oscillator til fasedetektor. Delerforholdet for denne deler benævnes traditionelt N i litteraturen.
Fasedetektoren kan realiseres på forskellige måder, men kan groft inddeles i 2 klasser: Multiplicerende detektorer og sekventielle kredsløb. De multiplicerende typer kan både anvendes på digitale signaler og på analoge signaler med støj. Eksempler er mixere (blandingstrin) og XOR-gates. Sekventielle typer er baseret på transitionsstyret logik og er alene beregnet til digitale signaler. Disse typer er følsomme for manglende eller ekstra transitioner, men kan byde på forskellige fordele. Figuren herunder viser et eksempel på en PLL hvor der er anvendt en ofte forekommende sekventiel detektor, nemlig en fase-frekvens detektor (PFD, fra eng. phase-frequency detector), som har den store fordel, at den reducerer tiden for indtrækningsprocessen mod lås.
Sløjfefilteret i en analog implementering kan bestå af passive komponenter, eller kan være opbygget omkring et aktivt element, i praksis ofte en operationsforstærker. En digital implementering af sløjfefilteret gør det lettere at opbygge faselåste kredsløb med store tidskonstanter eller særlige funktioner, f.eks. adaptiv båndbredde, låsehjælp efter genstart, eller måske kompensering for drift og ulineariteter i oscillatorens frekvens vs. spændingskarakteristik. Den spændingsstyrede oscillator kan realiseres på forskellige måder. Der er ofte tale om RC-oscillatorer, LC-oscillatorer eller krystaloscillatorer, men der kan også være tale om numeriske (digitale) oscillatorer.
Anvendelserne af en PLL er mange, herunder:
- Frekvenssyntese, frekvensmultiplikation og frekvensforskydning
- PM og FM-demodulation
- PM og FM-modulation
- Kohærent detektion og AM-demodulation
- Synkronisering til datasignaler og dannelse af clocksignaler
- Oprensning af clocksignaler
- Disciplinering af oscillatorer
- Motorkontrol

I frekvenssynteser er den faselåste kreds (PLL) uundværlig når man skal frembringe bærebølgen på en radiosender. I stedet for et krystal for hver kanal, kan man nøjes med en referenceoscillator, og skabe den ønskede frekvens med en VCO (spændingsstyret oscillator). Måden man holder denne frekvens nøjagtig på er at dele den ned til referenceoscillatorens frekvens og sammenligne dem i en fasediskriminator. Er udgangsfrekvensen ikke helt på plads, vil fasediskriminatoren give et DC-output i forhold til forskellen og på den måde påvirke spændingen til VCO'en, så frekvensen trækkes ind på plads.
Ændrer man så deletallet på deleren, vil VCO'en få en fejlspænding fra fasediskriminatoren og blive trukket ind på den nye frekvens, bestemt af deletallet og referencefrekvensen.
Fout = N*Fref, hvor N er deletallet.
Oftest ses deleren udført med en hoveddeler med N som deletal og en 2-modulusdeler styret af deletallet A.